# Nkhumbi
El nkhumbi (o nkumbi, ocinkumbi, etc) és una llengua bantu del grup R que parlen els nkhumbis al sud-oest d'Angola. Segons l'ethnologue, juntament amb els que han emigrat a Namíbia, hi havia unt total de 150.000 nkhumbis i segons el joshuaproject n'hi ha 278.000. El codi ISO 639-3 és khu, el seu codi al glottolog és nkhu1238 i el seu codi Guthrie és R.14.
Els nkhumbis són veïns dels dhimbes, els oshiwambos, els nyembes i els nyanekes.

## Família lingüística i relació amb altres llengües
El nkhumbi és una llengua bantu del grup R que forma part del subgrup de les llengües umbundus (R.11-R14). Les altres llengües del mateix subgrup són l'umbundu, el ndombe i el nyaneka. Segons el glottolog, aquestes llengües formen part del grup lingüístic de les llengües herero-nkumbi-wambo, juntament amb els llengües hereros i les llengües ndongues (wambos a l'etnologue).

## Dialectologia
El nkumbi-mulondo forma part d'un cluster lingüístic juntament amb el nyaneka, tot i que la intel·ligibilitat amb les seves variants lingüístiques centrals és baixa. També s'ha considerat com similar al dialecte gambwe del nyaneka.

## Sociolingüística, estatus i ús de la llengua
El nkhumbi és una llengua desenvolupada (EGIDS 5). Gaudeix d'un ús vigorós per persones de totes les edats i té literatura i forma estandarditzada, tot i que encara no és totalment sostenible. S'escriu en alfabet llatí i existeixen fragments de la Bíblia traduïts (1985-87). Els nkhumbis parlen també l'oshiwambo.